# Apolpium
Genre
Apolpium est un genre de pseudoscorpions de la famille des Hesperolpiidae.

## Distribution
Les espèces de ce genre se rencontrent en Amérique du Sud et en Amérique centrale.

## Liste des espèces
Selon Pseudoscorpions of the World (version 3.0) :
- Apolpium cordimanum (Balzan, 1892)
- Apolpium ecuadorense Hoff, 1945
- Apolpium leleupi Beier, 1977
- Apolpium minutum Beier, 1931
- Apolpium parvum Hoff, 1945
- Apolpium rufeolum (Balzan, 1892)
- Apolpium vastum Beier, 1959

## Publication originale
- Chamberlin, 1930 : A synoptic classification of the false scorpions or chela-spinners, with a report on a cosmopolitan collection of the same. Part II. The Diplosphyronida (Arachnida-Chelonethida). Annals and Magazine of Natural History, sér. 10, vol. 5, p. 1-48 & 585-620.